# Шоте Галица
Шоте Галица (на албански: Shote Galica), Кериме Халил Радишева е качакска албанска революционерка, участвала в сражения за обединение на всички албански територии и подкрепяща демократичното национално правителство на Албания. Тя е обявена за Национална героиня на Албания.

## Биография
Родена е през 1895 г. в село Радишево, Османска империя, днес в Косово. Има 6 братя. През 1915 г. се омъжва за Азем Галица. През 1919 г. взема участие във Въстанието от Дукагини срещу сръбската власт и в борбата срещу сръбските репресии в Юник между 1912 и 1923 г. През 1925 г. след смъртта на съпруга си Азем Галица тя застава начело на чета и заедно с Байрам Кури се сражава в Призренски Хас и Луми. През юли 1927 г. успява да плени сръбски военен командир и редица войници в Старо Чикатово. После се оттегля в Албания, където изкарва последните месеци от живота си във Фуша-Круя, където умира. Шоте Галица е жива легенда на своето време. Запомнена е да казва, че „Живот без познание е като война без оръжия“.

## Семейство
През юли 1924 г. взема участие в борбата за Дреница (Arbania e Vogël, Малка Албания). През юли 1925 г. след смъртта на съпруга си Азем Галица продължава борбата и води отряд от косовски албанци. Заедно със стотици бойци от бившия Косовски вилает през декември 1924 г. се бори срещу войските на Кралство Югославия. Губи 22 души от семейството си в битка със сръбските сили.